# POASP Iniochos
Il POASP Iniochos (ΠΟΑΣΠ Ηνίοχος) è una squadra di calcio a 5 greca che milita nel campionato greco di calcio a 5, fondata nel 1997 ha sede a Zografo. L'Iniochos è stata una delle squadre pioniere di Grecia, dove ha partecipato al campionato sin dalla prima stagione 1997/1998, pur non avendo vinto titoli nazionali.

## Rosa 2008-2009
| N. |                   | Ruolo | Calciatore             |
| -- | ----------------- | ----- | ---------------------- |
| -  | Grecia (bandiera) | G     | Thanassis Stathopoulos |
| -  | Grecia (bandiera) | G     | Petros Stolis          |
| -  | Grecia (bandiera) | G     | Stefanos Soilemes      |
| -  | Grecia (bandiera) | G     | Marios Stamouli        |
| -  | Grecia (bandiera) | G     | Christos Kolympiris    |
| -  | Grecia (bandiera) | G     | Antonios Manos         |
| -  | Grecia (bandiera) | G     | Giorgios Papastathis   |
| -  | Grecia (bandiera) | G     | Alexis Basto           |
| -  | Grecia (bandiera) | G     | Valantis Batsoulis     |

| N. |                   | Ruolo | Calciatore            |
| -- | ----------------- | ----- | --------------------- |
| -  | Grecia (bandiera) | G     | Nikos Smpilias        |
| -  | Grecia (bandiera) | G     | Antonis Varsamopoulos |
| -  | Grecia (bandiera) | G     | Giorgios Nikolio      |
| -  | Grecia (bandiera) | G     | Lefteris Dagarakis    |
| -  | Grecia (bandiera) | G     | Fotis Antonopoulos    |
| -  | Grecia (bandiera) | G     | Andreas Mantis        |
| -  | Grecia (bandiera) | G     | Giorgios Voutetakis   |
| -  | Grecia (bandiera) | G     | Elias Dekoulos        |